# Indescritível
Indescritível é um álbum ao vivo da dupla sertaneja brasileira João Bosco & Vinícius. O álbum foi lançado oficialmente em 13 de maio de 2014 pela Universal Music, O CD tem 14 faixas e traz os sucessos "Eu Vou Morrer de Amor", "Um Lugarzinho na Sua Cama", "Indescritível", "Girassol" e "Sorte é Ter Você".

## Antecedentes e gravação
De acordo com os músicos, este é um trabalho feito como nos velhos (e bons) tempos. Em vez de colocarem um prazo para o lançamento, deram tempo ao tempo necessário para lapidarem as canções que queriam ver e ouvir lançadas. Escutaram mais de 800 até chegarem ao repertório de 14. 
Com isso, o disco ganha um conceito dentro de um formato completamente pop, característico da dupla (todas as canções ficam em uma média de três minutos de duração) e há um trabalho meticuloso nos arranjos e ritmos, que passeiam do sertanejo de raiz à guarânia. O piano dá a entrada em "Sorte é Ter Você", enquanto voz e violão fazem a cama melodiosa para a canção explodir perto do refrão. Já em "Nóis Vai Ligar Pra Ela, o comando é dado pela sanfona, que empresta o acento de forró à música, assim como na já conhecida do público Um "Lugarzinho Na Sua Cama".

## Conteúdo
Foram mais de 800 músicas ouvidas até chegarem ao repertório de 14, todas perto de 3 minutos de duração em arranjos belíssimos e ritmos que passeiam do sertanejo de raiz à guarânia. Devido ao grande sucesso do CD 'Indescritível', João Bosco & Vinícius decidiram lançar uma edição especial do projeto. Além das 14 faixas do repertório do disco original, o álbum traz versões acústicas dos singles "Sorte É Ter Você", "Indescritível" e "Girassol". Outra novidade que os sertanejos incluíram foi a canção inédita "Maquiagem Borrada".

## Lista de Faixas
| N.º            | Título                            | Duração |  |
| 1.             | "Sorte É Ter Você (Carolinas)"    | 3:11    |  |
| 2.             | ""Nóis" Vai Ligar Pra Ela"        | 2:44    |  |
| 3.             | "Um Lugarzinho Na Sua Cama"       | 2:36    |  |
| 4.             | "Promete"                         | 3:04    |  |
| 5.             | "É Bom Demais Te Amar"            | 3:26    |  |
| 6.             | "Eu Vou Morrer de Amor"           | 2:31    |  |
| 7.             | "Indescritível"                   | 2:55    |  |
| 8.             | "Vai Me Ver Sorrindo"             | 3:04    |  |
| 9.             | "Mudar Pra Quê"                   | 2:39    |  |
| 10.            | "Três Pedidos (Gênio da Lâmpada)" | 3:06    |  |
| 11.            | "84 Tempos"                       | 2:59    |  |
| 12.            | "Girassol"                        | 2:39    |  |
| 13.            | "Insegurança"                     | 2:56    |  |
| 14.            | "Meu Nome É Paixão"               | 3:33    |  |
| Duração total: | Duração total:                    | 41:29   |  |

| Edição Especial |                                           |         |  |
| N.º             | Título                                    | Duração |  |
| 15.             | "Maquiagem Borrada"                       | 3:10    |  |
| 16.             | "Sorte É Ter Você (Carolinas)" (Acústico) | 3:12    |  |
| 17.             | "Indescritível" (Acústico)                | 2:58    |  |
| 18.             | "Girassol" (Acústico)                     | 2:38    |  |